# Кулски манастир
Кулският манастир „Въздвижение на Светия Кръст“ или „Свети Йоан Предтеча“ (на гръцки: Ιερά Μονή Τιμίου Σταυρού Παλαιοκάστρου, Μονή της Κούλας) е манастир в Егейска Македония, Гърция. Манастирът е подчинен на Сярската митрополия.

## Местоположение
Манастирът е разположен на 3 km северно от село Кула (Палеокастро), Сярско, в склоновете на Шарлия. На 200 m над манастира има аязмо.

## История
Според каменния ктиторски надпис манастирът е изграден в 1879 - 1880 година и започва да работи на 10 февруари 1880 година. Ктитори са Константинос Дакос и жена му Дафни Кулели, жители на сярската махала Каменица по произход от Кула.
По време на Гръцката въоръжена пропаганда в Македония (1904 - 1908) манастирът става убежище на гръцките андарти, воюващи с четите на ВМОРО. На 6 юни 1906 година българска чета убива пазача на манастира Мита Кепа от Савяк.
На 6 юли 1907 българска чета и българи екзархисти от околните села го изгарят напълно, като е запазена само църквата (католикона), която и до днес е единствената сграда.
Храмът е обновен в 1935-1937 година от дъщерята на Константинос Дакос Анастасия и жени от Каменица.

## Архитектура
Манастирът е бил малък. Църквата е с размери 14,25 на 6,75 m. Покривът и е двускатен с засеки на изток и запад, покрит с керемиди. В краищата има железни кръстове. Зидарията е от камък и е с дебелина 0,74 m. Част от храма на север е вкопана. Апсидата на изток е полукръгла. Има само един вход от запад, четири прозореца на южната стена и един кръгъл отвор над апсидата. Подовото покритие е ново. Иконостасът е от 1935-1937 година. Най-старата икона е на Свети Илия с надпис „1883“. Останалите икони заедно с царските двери са от времето на обновяване на манастира в 1935-1937 година.